# Diritto di difesa
Il diritto di difesa è un principio dell’ordinamento giuridico, riconosciuto ad un soggetto coinvolto in un procedimento giudiziario, che consiste nella facoltà di far valere le proprie ragioni, opponendosi ad accuse altrui, mediante gli strumenti previsti dalla legge e con l’assistenza di un difensore qualificato. Il diritto di difesa si sostanzia, pertanto, nell’insieme degli atti processuali volti alla tutela della parte in giudizio, e si esplica attraverso la possibilità di presentare prove, dibattere con la controparte e ricevere un’adeguata rappresentanza legale. Stando ai principi dell'equo processo, tale diritto deve essere effettivo e garantito in ogni fase del procedimento, indipendentemente dalla gravità dell’addebito. Nei procedimenti penali, le garanzie ad esso correlate includono anche il diritto all’assistenza legale gratuita per i soggetti indigenti.

## Descrizione e caratteri generali
La giurisprudenza costituzionale ha chiarito che la difesa è anzitutto funzione dialetticamente contrapposta all’accusa, esercitata dall’imputato e dal suo difensore di fronte a un giudice terzo e imparziale, che trova espressione nel contradditorio. Dunque, a differenza di altri diritti inviolabili, il diritto di difesa non è una realtà che esiste di per sé, ma rappresenta una costruzione normativa, la cui esistenza e portata dipendono integralmente dalle scelte del legislatore.
Sotto il profilo morfologico, il diritto di difesa si potrebbe dire articolato in due principali forme: l’autodifesa e la difesa tecnica. La prima consiste nelle attività che l’imputato può compiere personalmente, come il diritto al silenzio o il diritto contro l'autoincriminazione, mentre la seconda riguarda l’attività del difensore all’interno delle forme e dei limiti previsti dalla legge.  La funzione del difensore consiste, in particolare, nella facoltà di contestare attivamente le prove e gli atti delle investigazioni. In questo senso, il “confronto paritario”, il dibattito ed il contraddittorio tra accusa e difesa è sostanzialmente essenziale per garantire l’equità del procedimento penale, e mette in luce come la l'intervento e l’abilità oratoria del difensore siano strumenti imprescindibili per attuare concretamente il diritto di difesa, conferendogli una dimensione tanto tecnica quanto democratica.

## Storia
Le radici evolutive del diritto di difesa si possono collocare nell’evoluzione storica delle garanzie processuali, in particolare all'interno del contesto del common law inglese e nella successiva esperienza coloniale americana. 

### L'esperienza inglese
Nel sistema inglese, per gran parte della età medievale e moderna, agli imputati per reati gravi fu negato il diritto all’assistenza legale, mentre era ammessa la difesa degli imputati per reati minori. La distinzione nasceva da un'idea piuttosto radicata: in casi tanto gravi, le prove a carico di un imputato dovevano essere talmente evidenti da non necessitare dibattimento tecnico.
A partire dal XVII secolo, si cominciò ad ammettere - per prassi, non per legge - che gli imputati potessero ricevere assistenza solo per quanto riguardava questioni di diritto (non di fatto), e i giudici pian piano iniziarono ad interpretare sempre meno rigidamente cosa rientrasse o meno nel dibattito della questione di diritto.
L’evoluzione subì una svolta con il varo del Treason Trials Act del 1696, che per la prima volta riconobbe formalmente il diritto alla difesa legale per gli imputati di tradimento. L'atto legislativo fu una reazione alle profonde ingiustizie perpetrate durante i processi politici dell’epoca Stuart, e rappresentò l’inizio del moderno sistema contradditorio, basato sul contraddittorio tra accusa e difesa.
Nel corso del XVIII secolo, la presenza dell’avvocato difensore nei processi penali iniziò a normalizzarsi, specialmente dopo che i giudici iniziarono a nominare d’ufficio difensori per gli imputati indigenti, anche nei casi non di tradimento. La svolta definitiva arrivò solo nel 1836, quando la difesa legale divenne un vero e proprio diritto riconosciuto in tutti i casi criminali.

### L'esperienza nell’America coloniale e indipendente
Nel contesto delle colonie americane, il diritto di difesa seguì un’evoluzione meno uniforme ma più rapida. Alcuni stati adottarono le restrizioni inglesi, mentre altri iniziarono a garantire la nomina di un difensore d’ufficio nei casi in cui l’imputato fosse indigente.
Quando venne varato il Sesto Emendamento alla Costituzione degli Stati Uniti - che garantisce all’imputato il diritto “di farsi assistere da un avvocato per la sua difesa” - non fu messo in chiaro se tale diritto implicasse la nomina gratuita di un avvocato o solo la libertà di assumerne uno a proprie spese. A sostegno di questa seconda interpretazione, nello stesso periodo il Congresso approvò due leggi che sembravano limitare l’applicazione del Sesto Emendamento solo agli imputati che potevano permettersi un difensore. La nozione di un diritto alla difesa gratuita e garantita dallo Stato per chi non poteva permettersela sarebbe emersa solo più tardi, nel corso del XIX e XX secolo, fino alla sentenza della Corte Suprema Gideon v. Wainwright (1963), che sancì l’obbligo per gli stati di fornire un avvocato d’ufficio agli imputati indigenti in procedimenti penali gravi.

## Diffusione

### Unione Europea
Dopo che alla Carta dei diritti fondamentali dell'Unione Europea è stato attribuito il medesimo valore giuridico dei Trattati dell'Unione Europea, ovvero dopo che le è stato conferito valore di diritto primario comunitario che prevale sul diritto interno dei paesi membri senza legge di ratifica, in tutta l'Unione Europea a norma dell'articolo 47 comma 2 ultimo periodo ogni individuo ha la facoltà (potere di fare e non fare) di farsi consigliare, assistere o rappresentare in giudizio o di rappresentarsi in proprio in ogni ordine e grado di giudizio nel rispetto delle leggi vigenti.

Patto Internazionale relativo ai Diritti Civili e Politici (firmato a New York nel 1966 e recepito dallo Stato italiano con la legge di ratifica 25 ottobre 1977, N. 881): 
Articolo 14
[...]
3. Ogni individuo accusato di un reato ha diritto, in posizione di piena eguaglianza, come minimo, alle seguenti garanzie:
[...]

d) ad essere presente al processo ed a difendersi personalmente o mediante un difensore di sua scelta; nel caso sia sprovvisto di un difensore, ad essere informato del suo diritto ad averne uno e, ogni qualvolta l'interesse della giustizia lo esiga, a vedersi assegnato un difensore d'ufficio, a titolo gratuito se egli non dispone di mezzi sufficienti per compensarlo.
Art. 6 CEDU Convenzione europea per la salvaguardia dei diritti dell'uomo e delle libertà fondamentali.
Articolo 6
1. Ogni persona ha diritto a che la sua causa sia esaminata equamente, pubblicamente ed entro un termine ragionevole da un tribunale indipendente e imparziale, costituito per legge, il quale sia chiamato a pronunciarsi sulle controversie sui suoi diritti e dovere di carattere civile o sulla fondatezza di ogni accusa penale formulata nei suoi confronti. La sentenza deve essere resa pubblicamente, ma l’accesso alla sala d’udienza può essere vietato alla stampa e al pubblico durante tutto o parte del processo nell’interesse della morale, dell’ordine pubblico o della sicurezza nazionale in una società democratica, quando lo esigono gli interessi dei minori o la protezione della vita privata delle parti in causa, o, nella misura giudicata strettamente necessaria dal tribunale, quando in circostanze speciali la pubblicità possa portare pregiudizio agli interessi della giustizia. 
2. Ogni persona accusata di un reato è presunta innocente fino a quando la sua colpevolezza non sia stata legalmente accertata. 
3. In particolare, ogni accusato ha diritto di: 
a) essere informato, nel più breve tempo possibile, in una lingua a lui comprensibile e in modo dettagliato, della natura e dei motivi dell’accusa formulata a suo carico; 
b) disporre del tempo e delle facilitazioni necessarie a preparare la sua difesa; 

c) difendersi personalmente o avere l’assistenza di un difensore di sua scelta e, se non ha i mezzi per retribuire un difensore, poter essere assistito gratuitamente da un avvocato d’ufficio, quando lo esigono gli interessi della giustizia.
Digressione necessaria: Per inciso, la lettera o sempre presente nelle leggi, è la tredicesima dell’alfabeto italiano e quattordicesima dell’alfabeto latino, è un disgiuntivo grammaticale, in grammatica le congiunzioni disgiuntive o, oppure, ovvero, che uniscono sintatticamente due elementi della proposizione o del periodo, dei quali uno esclude l'altro o si pone in alternativa all'altro (o tutti o nessuno; verrò stasera oppure domani); proposizioni disgiuntive coordinate introdotte da una o, nella logica è quella che esprime un’alternativa, sia in senso positivo, sia in senso negativo, si o no, pertanto è chiaro il punto della frase scritta nella legge, ovvero, difendersi personalmente o avere l’assistenza di un difensore di sua scelta, è e resta una facoltà ed in quanto tale va rispettata ed applicata.
d) esaminare o far esaminare i testimoni a carico ed ottenere la convocazione e l’esame dei testimoni a discarico nelle stesse condizioni dei testimoni a carico; 
I diritti di difesa come aspetti del diritto ad un equo processo 
Il diritto ad essere informato dell’accusa - Il diritto all’interprete - Il diritto di preparare una difesa (il diritto all’autodifesa e alla difesa tecnica) - Il diritto di partecipar personalmente al processo - Il diritto al contraddittorio - I limiti all’utilizzabilità delle prove assunte in violazione delle garanzie convenzionali

### Italia
A norma dell'articolo citato in precedenza è un diritto fondamentale rappresentarsi in proprio in ogni ordine e grado di giudizio; se tale diritto è negato si ha la palese consumazione del reato previsto dall'art. 605 del Codice Penale applicato a norma dell'art. 12 comma 1 delle Disposizioni sulla legge in generale.

Il diritto è previsto dall'art. 24 della Costituzione della Repubblica Italiana:
Tutti possono agire in giudizio per la tutela dei propri diritti e interessi legittimi.
La difesa è diritto inviolabile in ogni stato e grado del procedimento.
Sono assicurati ai non abbienti, con appositi istituti, i mezzi per agire e difendersi davanti ad ogni giurisdizione.
La legge determina le condizioni e i modi per la riparazione degli errori giudiziari.
Esso si realizza in cari aspetti, ad esempio:
- il principio secondo cui nessuno può essere obbligato a rendere dichiarazioni autoincriminanti. Fondamentale in tal senso è la forma d'interrogatorio dell'imputato disciplinata dall'art. 64 del codice di procedura penale;
- diritto di tacere, connesso anche al diritto di essere informato al riguardo;
- diritto alla contestazione del fatto;
- diritto di nominare uno o due difensori o di essere assistito in mancanza da un difensore d'ufficio, e di conferire in ogni stato e grado del procedimento;
- rispetto del principio del contraddittorio nella formazione della prova;
- diritto alla prova;
- diritto per i non abbienti di vedere garantiti, con appositi istituti, i mezzi per agire e difendersi davanti a ogni giurisdizione (cosiddetto gratuito patrocinio).

Nei giudizi penali, il cittadino può difendersi da sé nel giudizio penale (cosiddetta autodifesa art. 6 comma c legge 848 1950 Convenzione di Roma), in cui, tra l'altro, è coinvolto un diritto fondamentale, quale quello della libertà personale; agli artt. 24 e 13 della Carta fondamentale, circostanza che, a parere della Corte, legittima la decisione assunta nel quadro normativo così come ricostruito, in base al quale la facoltà di autodifesa dell'avvocato non può essere ammessa al di fuori del processo civile (v. Cass. Pen. 1890/2013) è in pieno contrasto con le leggi di diritto internazionale, viola la Costituzione art. 10.
Nei giudizi civili, l'autodifesa  è espressamente consentita alla parte che abbia la qualità necessaria per esercitare la difesa (art. 86 cod. prod. civ.), mentre solo eccezionalmente, nelle sole cause civili avanti il Giudice di Pace, il cittadino che non sia avvocato può stare in giudizio senza l'assistenza di un Avvocato: ciò però a condizione che la causa abbia un valore inferiore ad euro 1.100,00, oppure che il Giudice di Pace - in considerazione della natura e entità della causa - non autorizzi espressamente la parte a stare in giudizio di persona; l'autodifesa è pure consentita nelle cause di lavoro (limitatamente al primo grado di giudizio) il cui valore non ecceda euro 129,11 (art. 417 cod. proc. civ.).
Benché - nell'immaginario collettivo - il motivo della obbligatorietà della difesa tecnica venga individuato in una sorta di "privilegio" per gli avvocati (che così si assicurerebbero maggiori introiti professionali), le ragioni di una simile scelta legislativa - quanto al processo civile - vanno individuate nella tutela del cittadino e della funzione giudiziaria.
Infatti, come detto sopra, il diritto inviolabile del Cittadino ad agire in giudizio per la tutela dei propri diritti ed interessi legittimi è garantito dall'art. 24 della Costituzione.
Affinché tale diritto sia effettivo, il giudizio deve necessariamente:
- essere accessibile a tutti, senza però trasformarsi in un dibattito caotico e violento (come accadrebbe se ciascuno potesse reclamare in proprio, con l'eccessiva foga dovuta al personale coinvolgimento, le sue pretese);
- consentire alle parti di far valere tutte le proprie ragioni, senza però protrarsi all'infinito (come accadrebbe se ciascuna parte potesse sempre introdurre nuovi temi di discussione, aggiustare le proprie domande, ed addurre continuamente nuovi documenti e nuove testimonianze a proprio favore).

Il Patto Diritti Civili e Politici impone allo Stato italiano che garantisca ai cittadini i diritti enunciati nel Patto attraverso leggi adeguate ed in armonia con esso.
La legge italiana che impone l’obbligo dell’avvocato contrasta sia la Costituzione italiana e sia le Convenzioni più importanti (poiché relative ai Diritti Umani) sottoscritte e ratificate dallo Stato italiano.